# Wu Han
Wu Han (11 de agosto de 1909 – 11 de octubre de 1969) fue un historiador y político chino que se especializó en los estudios relacionados con la Dinastía Ming. 
En 1943 publicó una biografía sobre Zhu Yuanzhang, el fundador de la dinastía Ming. Durante la guerra civil china fue uno de los principales intelectuales de la Liga Democrática de China, la cual no estaba alineada originalmente con ningún bando pero sobre el final del conflicto se alineó al Partido Comunista. Después de la guerra, fue Vicealcalde de Beijing y se encargó de la cartera de educación y asuntos culturales. Desde su puesto apoyó el Movimiento antiderechista para purgar a aquellos que se opusieran al Partido Comunista.
En noviembre de 1965 se convirtió en una de las primeras víctimas de la Revolución Cultural por su obra de teatro La destitución de Hai Rui. La obra era una ficción histórica con eje en Hai Rui, un general de la dinastía Ming que había sido protagonista de varias de sus obras desde 1951 y en esta ocasión era encarcelado por oponerse al emperador. Yao Wenyuan interpretó que la obra era una alegoría al conflicto entre Peng Dehuai y Mao Zedong y por consiguiente era Contrarrevolucionaria al mostrar a Mao como un líder autoritario. Wu Han fue encarcelado y murió preso en 1969 por causas que no se pudieron determinar.